# Pyrus kandevanica
Pyrus kandevanica är en rosväxtart som beskrevs av Ghahreman, M. Khatamsaz och Mozaffarian. Pyrus kandevanica ingår i släktet päronsläktet, och familjen rosväxter. Inga underarter finns listade i Catalogue of Life.